# American Creed
O American Creed é um termo utilizado para designar a ideia de que o elemento definidor da identidade americana, formulado pela primeira vez por Thomas Jefferson e desenvolvido por muitos outros, inclui a liberdade, a igualdade, a justiça e a humanidade. Não deve ser confundido com "An American's Creed" de Dean Alfange.

## Resolução

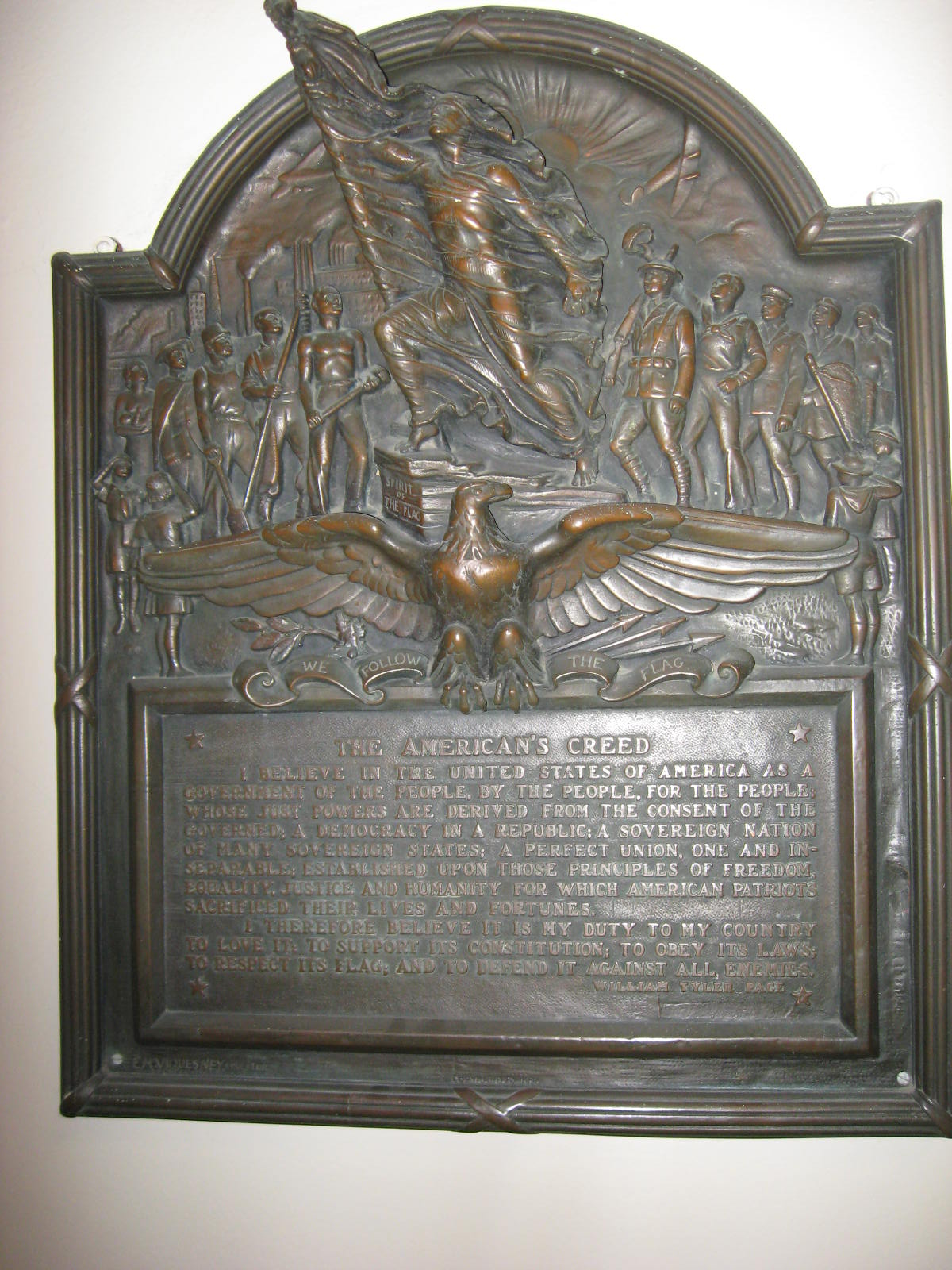
O "American Creed" pendurado no Arthur Jordan Memorial Hall da Universidade de Butler

"The American's Creed" é o título de uma resolução aprovada pela Câmara dos Representantes dos EUA em 3 de abril de 1918. É uma declaração escrita em 1917 por William Tyler Page para participar num concurso patriótico que ganhou.
Acredito nos Estados Unidos da América, como um governo do povo, pelo povo, para o povo; cujos poderes justos derivam do consentimento dos governados; uma democracia numa república; uma nação soberana de muitos Estados soberanos; uma união perfeita, una e inseparável; estabelecida sobre os princípios de liberdade, igualdade, justiça e humanidade pelos quais os patriotas americanos sacrificaram as suas vidas e fortunas. Por conseguinte, acredito que é meu dever para com o meu país amá-lo, apoiar a sua Constituição, obedecer às suas leis, respeitar a sua bandeira e defendê-lo contra todos os inimigos.
- William Tyler Page, The American's Creed,